# Kiki (pel·lícula de 1926)
Kiki és una pel·lícula muda dirigida per Clarence Brown i protagonitzada per Norma Talmadge, en una època en què s'havia especialitzat en pel·lícules dramàtiques, i Ronald Colman. Està basada en l'obra de teatre homònima d'André Picard (1920), adaptada a l'escena nord-americana per David Belasco. Es va estrenar el 4 d'abril de 1926 i el 1931 se’n va fer una nova versió protagonitzada per Mary Pickford.

## Argument
Kiki, una noia parisenca que viu del seu enginy, aconsegueix deixar la feina de venedora de diaris per ser una corista. Més endavant és acomiadada del teatre quan es baralla amb Paulette, l'estrella i amant de Victor Renal, el gerent. Kiki demana ajuda al gerent i aquest la porta a sopar, per a disgust de Paulette. La gelosa Paulette es presenta en el sopar acompanyada del baró Rapp, amb qui flirteja secretament. Quan intenta humiliar Kiki, Renal la porta a casa seva on queda fascinat per la seva bellesa. Kiki continua la seva disputa amb Paulette i aquesta prova de fer fora Kiki amb l'ajuda del baró.Després d'una forta baralla entre les dues dones, Kiki fingeix quedar catalèptica. La simpatia de Renal es converteix en amor i quan finalment "es desperta" ella li fa un petó, fent que Renal li proposi el matrimoni.

## Repartiment
- Norma Talmadge (Kiki)
- Ronald Colman (Victor Renal)
- Gertrude Astor (Paulette)
- Marc MacDermott (baró Rapp)
- George K. Arthur (Adolphe, majordom de Victor)
- William Orlamond (Brule)
- Erwin Connelly (Joly)
- Frankie Darro (Pierre)
- Mack Swain (pastisser)
- Eugenie Besserer (arrendadora, no surt als crèdits)